# Roger Baird
Pour les articles homonymes, voir Baird.
 Gavin Roger Todd Baird, est né le 12 avril 1960 à Kelso (Écosse). C’est un joueur de rugby à XV qui a joué avec l'équipe d'Écosse, évoluant au poste trois quart aile. 

## Carrière
Il a disputé son premier test match le 19 décembre 1981 contre l'équipe d'Australie. Il a disputé son dernier test match le 16 janvier 1988 contre l'équipe d'Irlande.
Il a disputé quatre test matchs avec les Lions britanniques en 1983.

## Palmarès
- 27 sélections
- 1 essai, 4 points
- Sélections par années : 1 en 1981, 6 en 1982, 5 en 1983, 5 en 1984, 3 en 1985, 5 en 1986, 1 en 1987, 1 en 1988
- Tournois des Cinq Nations disputés: 1982, 1983, 1984, 1985, 1986, 1987, 1988
- Grand Chelem en 1984